# Blues for Jimi
Albums de Gary Moore
Live at Montreux 2010
(2011)
Blues for Jimi est un album et un DVD/Blu-Ray du guitariste et chanteur nord-irlandais de blues-rock Gary Moore. Le live a été enregistré le 25 octobre 2007 au London Hippodrome.
Le live comprend une sélection de classiques de Jimi Hendrix interprétés par Gary Moore. Le concert faisait partie du lancement du programme Live at Monterey. Il comprend également une apparition spéciale des invités Billy Cox et Mitch Mitchell, anciens membres du groupe The Jimi Hendrix Experience.

## Musiciens
- Gary Moore - Chants, guitare
- Dave Bronze - Basse (Morceaux 1-8, 12)
- Darrin Mooney - Batterie (Morceaux 1-8, 12)

Invités
- Billy Cox - Basse, chants (Morceaux 9-11)
- Mitch Mitchell - Batterie (Morceaux 9-11)